# José de Filippi Júnior
José de Filippi Júnior (Espírito Santo do Pinhal, 2 de junho de 1957), mais conhecido como Filippi, é um engenheiro e político brasileiro, filiado ao PT. 
É formado na Universidade de São Paulo (USP) e Loeb Alumni na Graduate School of Design (Harvard University). 
Foi prefeito de Diadema por quatro mandatos: o primeiro entre 1993 e 1996, dois consecutivos entre 2001 e 2008 e mais um entre 2021 e 2024, deputado estadual de São Paulo entre 1999 e 2000 e deputado federal entre 2011 e 2015.
Presidiu o Consórcio Intermunicipal Grande ABC em 2003 e em 2024.
Em 2006, Filippi foi tesoureiro da campanha de reeleição do então presidente Lula, cargo especialmente monitorado depois do escândalo do mensalão, também foi tesoureiro da campanha de Dilma Rousseff à Presidência da República em 2010.
Foi secretário municipal de saúde na gestão do Prefeito de São Paulo, Fernando Haddad.
No segundo turno das eleições de 2020, foi eleito com 51,35% dos votos válidos, assumindo o seu quinto mandato.
Tentou a reeleição nas eleições de 2024, porém foi derrotado por Taka Yamauchi do MDB no segundo turno.